# Список найпопулярніших українських каналів на YouTube
Список найпопулярніших українських каналів на YouTube перелічує найпопулярніші українські канали за кількістю підписників на YouTube.
У списку представлено 50 YouTube-каналів з України з найбільшою кількістю підписників станом на 6 вересня 2024 року.
До рейтингу не включено канали, які ведуть українці, проте місцезнаходженням каналу вказано іншу країну, зокрема:
- Kids Diana Show (131 млн підписників) — США
- Kids Roma Show (40 млн підписників) — США
- Mister Max (24,9 млн підписників) — Велика Британія
- Mister Katy (25,3 млн підписників) — Велика Британія
- EdisonPts (17 млн підписників) — Росія
- Adriana Show (12,3 млн підписників) — США

та інші.
- Неактивний канал

|    | Назва каналу                        | Підписники | Дата створення    | Категорія             | Мовлення              | Посилання |
| -- | ----------------------------------- | ---------- | ----------------- | --------------------- | --------------------- | --------- |
| 1  | Познаватель                         | 20.2 млн.  | 20 жовтня 2014    | Розваги               | Російська             |           |
| 2  | Маша та Ведмідь                     | 17.5 млн.  | 17 липня 2014     | Анімаційний фільм     | Українська            |           |
| 3  | Трум Трум                           | 15.30 млн. | 12 жовтня 2015    | Розваги               | Російська             |           |
| 4  | Lady Diana                          | 14 млн.    | 21 березня 2016   | Влог                  | Російська             |           |
| 5  | DenLion TV                          | 11.5 млн   | 24 червня 2012    | Розваги               | Англійська            |           |
| 6  | Magic Five                          | 10.9 млн.  | 19 червня 2016    | Експерименти, влог    | Українська, російська |           |
| 7  | Натурал Альбертович                 | 10.8 млн.  | 10 вересня 2020   | Розваги               | Російська             |           |
| 8  | vanzai                              | 10.3 млн.  | 18 червня 2015    | Кулінарія             | Російська             |           |
| 9  | OneDayAlex                          | 9.18 млн.  | 19 серпня 2014    | Розваги               | Англійська, російська |           |
| 10 | TheBrainDit                         | 8.33 млн.  | 23 вересня 2011   | Розваги, відеоігри    | Російська             |           |
| 11 | 24 канал                            | 8.18 млн.  | 5 лютого 2006     | Новини                | Російська, українська |           |
| 12 | Holdik                              | 8.08 млн.  | 22 грудня 2014    | Відеоігри             | Російська             |           |
| 13 | ВУХУУ!                              | 7.39 млн.  | 20 травня 2019    | Розваги               | Російська             |           |
| 14 | Domer Grief                         | 7.11 млн.  | 28 травня 2015    | Відеоігри             | Російська             |           |
| 15 | Трум Трум СЕЛЕКТ                    | 7 млн.     | 19 квітня 2015    | Розваги               | Російська             |           |
| 16 | TimOn ChaveS                        | 6.76 млн.  | 12 жовтня 2013    | Експерименти          | Російська             |           |
| 17 | Альбертович Научит                  | 6.64 млн.  | 31 січня 2022     | Спорт                 | Російська             |           |
| 18 | RICARDO                             | 6.44 млн.  | 26 квітня 2020    | Розваги               | Російська             |           |
| 19 | Vitaliy Art                         | 6.22 млн.  | 25 вересня 2017   | Відеоігри, малювання  | Англійська            |           |
| 20 | mustafa star l مصطفى ستار           | 6.08 млн.  | 2 жовтня          | Влог                  | Арабська, українська  |           |
| 21 | Телеканал СТБ                       | 5.98 млн.  | 15 грудня 2007    | Новини                | Російська, українська |           |
| 22 | Ольга Матвей                        | 5.83 млн.  | 7 травня 2013     | Кулінарія             | Російська             |           |
| 23 | My little Nastya                    | 5.82 млн.  | 8 лютого 2016     | Влог                  | Українська, російська |           |
| 24 | Милс PLAY                           | 5.81 млн.  | 4 серпня 2017     | Розваги               | Російська             |           |
| 25 | Ali Baba                            | 5.75 млн.  | 8 травня 2016     | Розваги               | Англійська            |           |
| 26 | Amelka Karamelka                    | 5.59 млн.  | 14 травня 2016    | Розваги               | Російська             |           |
| 27 | ТСН                                 | 5.5 млн.   | 13 листопада 2013 | Новини                | Російська, українська |           |
| 28 | Антон Птушкин                       | 5.47 млн.  | 1 квітня 2008     | Подорожі              | Російська, українська |           |
| 29 | Телеканал ICTV                      | 5.17 млн.  | 12 жовтня 2009    | Шоу, Телепередачі     | Російська, українська |           |
| 30 | GANGSTER GANG                       | 5.14 млн   | 1 січня 2017      | Музика                | Англійська            |           |
| 31 | Sergio Outdoors                     | 5.11 млн.  | 1 липня 2019      | Виживання             | Російська             |           |
| 32 | AuRuM TV                            | 5.1 млн.   | 28 листопада 2014 | Відеоігри             | Російська             |           |
| 33 | Руслан Гладенко                     | 5.08 млн.  | 6 січня 2016      | Влог                  | Російська             |           |
| 34 | Daniel Gro                          | 5.05 млн.  | 13 вересня 2016   | Відеоігри, влог       | Російська             |           |
| 35 | DiLi Play                           | 5.01 млн.  | 29 травня 2016    | Розваги               | Російська, українська |           |
| 36 | HUSMUT : ХАСМУТ / ХАСки и малаМУТ / | 4.97 млн.  | 3 листопада 2014  | Розваги               | Російська             |           |
| 37 | PIBABU                              | 4.96 млн.  | 19 липня 2022     | Розваги               | Англійська            |           |
| 38 | Діма і Машинки                      | 4.84 млн.  | 7 лютого 2019     | Транспорт             | Українська            |           |
| 39 | nnotochka                           | 4.73 млн.  | 14 січня 2015     | Розваги               | Російська, українська |           |
| 40 | Новий канал                         | 4.64 млн.  | 26 червня 2009    | Шоу, Телепередачі     | Російська, українська |           |
| 41 | Room Factory                        | 4.63 млн.  | 28 грудня 2009    | Влог                  | Російська             |           |
| 42 | УНІАН                               | 4.62 млн.  | 28 грудня 2013    | Новини                | Російська             |           |
| 43 | Телеканал Прямий                    | 4.62 млн.  | 14 квітня 2017    | Шоу, Телепередачі     | Російська, українська |           |
| 44 | ЮМОР ICTV — Официальный канал       | 4.52 млн.  | 11 червня 2013    | Розваги, Телепередачі | Українська, російська |           |
| 45 | Tetya Mottya                        | 4.51 млн.  | 24 листопада      | Розваги               | Російська             |           |
| 46 | Миллион Сюрпризов                   | 4.47 млн.  | 17 лютого 2015    | Навчальний для дітей  | Російська             |           |
| 47 | Чоткий Паца                         | 4.42 млн.  | 31 жовтня 2014    | Влог                  | Українська            |           |
| 48 | YanGo                               | 4.41 млн.  | 4 жовтня 2014     | Влог                  | Російська             |           |
| 49 | ЗОМБИ ЧЕЗ                           | 4.36 млн.  | 16 лютого 2015    | Розваги               | Російська             |           |
| 50 | FixPlay - Майнкрафт                 | 4.29 млн.  | 14 лютого 2019    | Відеоігри             | Російська             |           |